# Andrés Reyes
Andrés Ricardo Reyes Gómez (ur. 10 maja 2007) – nikaraguański piłkarz występujący na pozycji napastnika, od 2023 roku zawodnik Diriangén.